# Феран Торес
Фѐран То̀рес Гарсѝя (на испански: Ferran Torres García; роден на 29 февруари 2000 г. в Фойос) е испански футболист, играе като полузащитник и се състезава за испанския Барселона.

## Успехи

### Валенсия
- Купа на Испания (1): 2018/19

### Манчестър Сити
- Шампион на Англия (1): 2020/21
- Купа на лигата (1): 2020/21

### Барселона
- Ла Лига (2): 2022/23, 2024/25
- Купа на Испания (1): 2024/25
- Суперкупа на Испания (2): 2023, 2025

### Испания
- Европейски шампион до 17 г. (1): 2017
- Европейски шампион до 19 г. (1): 2019
- Европейски шампион (1): 2024